# Safi
Safi (arapski: أسفي‎) je grad i upravno središte pokrajine Doukkala-Abda te luka na atlantskoj obali Maroka. Oko sačuvane povijesne portugalske citadele izgrađene su moderne gradske četvrti. Trgovačko je, ribarsko i industrijsko središte s kemijskom i prehrambenom industrijom (tvornica ribljih konzerva). Safi za Maroko ima veliko značenje u izvozu fosfata.

## Poznate osobe
- Abderrahim Goumri: marokanski maratonac
- Abraham Ben Zmirro: rabin iz 15. stoljeća
- Abu Mohammed Salih: vjerski vođa iz 12. stoljeća
- Aharon Nahmias: izraelski političar
- Ahmed Ghayby: član marokanskog nogometnog saveza
- Brahim Boulami & Khalid Boulami: marokanski sportaši
- Edmond Amran El Maleh: marokanski pisac
- Michel Galabru: francuski glumac
- Mohamed Bajeddoub: marokanski glazbenik
- Mohamed Benhima: bivši premijer Maroka, ministar prosvjete i ministra unutarnjih poslova.
- Mohamed Mjid: bivši dugogodišnji predsjednik Kraljevskog marokanskog teniskog saveza
- Samy Elmaghribi: marokanski glazbenik
- Uri Sebag: izraelski političar
- Mohamed Reggab: filmski redatelj